# ТЕС Буфарик
ТЕС Буфарик (Boufarik) – теплова електростанція на півночі Алжиру у вілаєті Бліда. Розташована біля містечка Boufarik у кількох кілометрах на північний схід від столиці провінції міста Бліда.
Введена в експлуатацію у 1977-1978 роках, ТЕС Буфарик стала третьою станцією у столичному регіоні після Алжир-Порт та Хамма I. Як і остання, вона відносилась до газотурбінних та була обладнана чотирма газовими турбінами компанії General Electric з одиничною потужністю 24 МВт.
У 2014 році в межах програми з ліквідації дефіциту електрогенеруючих потужностей біля цього ж містечка почали спорудження ще однієї газотурбінної станції, площадку для якої обрали у 3,5 км від діючої. Основне обладнання цього об’єкту складається з трьох газових турбін виробництва General Electric типу 9FA загальною потужністю 770 МВт. Перша з них стала до ладу в кінці 2015 року, завершення ж всього проекту очікувалось генеральним підрядником турецькою компанією Gama Power в кінці 2017-го.
Як паливо станція використовує природний газ, що вперше надійшов до столичного регіону на початку 1980-х по трубопроводу Хассі-Р'Мель – Бордж-Менаель – Алжир.